# Der Verfolger
Der Verfolger (Originaltitel: El perseguidor) ist eine Erzählung des argentinischen Schriftstellers Julio Cortázar. Sie wurde 1959 im Sammelband „Die geheimen Waffen“ (Las armas secetas) veröffentlicht. Die deutsche Übersetzung von Rudolf Wittkopf wurde 1978 publiziert. Inspiriert vom 1955 verstorbenen Musiker Charlie Parker, beschreibt der Autor die letzten Monate des genialen, aber drogenabhängigen und schizophrenen Jazzmusikers Johnny Carter, der über der Suche nach einer Lebensintensität außerhalb von Raum und Zeit zugrunde geht.

## Überblick
Der Journalist und Jazzkritiker Bruno, der eine Biographie über Johnny schreibt, schildert als Ich-Erzähler die Situation und das Verhalten des Marihuana konsumierenden Saxophonisten Johnny Carter. Dieser hat sich von seiner Frau Lan und den Kindern in den USA getrennt und lebt zur Zeit der Handlung mit seiner Geliebten Dédée in Paris, denkt aber bereits daran, wieder nach New York zurückzukehren.
Bruno schildert Johnnys Auftritte in Konzerten nicht direkt, vielmehr besteht seine Geschichte aus einer Reihe von Gesprächen mit dem Protagonisten und seinen Freunden über den genialen Musiker, sein Spiel und seine Auffassung von seiner Kunst, v. a. über seine komplexe Persönlichkeit.
| → Handlungsübersicht |
| - Bruno besucht den kranken, vom Marihuana abhängigen Johnny Carter und seine Geliebte Dédée in einem billigen Hotel in Paris und spricht mit ihnen über seinen Gemütszustand. Bruno hilft mit Geld und einem neuen Saxophon aus, damit Johnny seine Termine einhalten kann. - Einige Tage später trifft Bruno im Atelier der Marquise Tica in Montparnasse Johnny und zwei seiner Musiker, den Bassisten Marcel Govoty und den Saxophonisten Art Boucaya, und informiert sich über ihren erfolgreichen Auftritt und die Schallplattenaufnahmen. - Tags darauf erfährt Bruno im „Dupont“ im Quartier Latin von Art Boucaya, dass Johnny wieder rückfällig geworden sei, verspätet ins Aufnahmestudio kam, zuerst nicht spielen wollte und dann die Aufnahme „Amorous“ abgebrochen habe. - Bruno besucht Johnny in der psychiatrischen Klinik. In der Nacht nach dem Zwischenfall im Studio hat er im Marihuana-Rausch im Hotel sein Zimmer in Brand gesteckt. - Johnny ist aus der Klinik entlassen worden und liegt im Hotelzimmer. Bruno fährt mit Dédée ins Studio, um zusammen mit Art die letzten Aufnahmen Johnnys anzuhören. - Tica ruft Bruno in der Redaktion an und erzählt ihm, dass Johnnys jüngste Tochter Bee in Amerika an Lungenentzündung gestorben ist. Sie treffen sich zusammen mit den Musikern im Hotel, um Johnny zu trösten. - 14 Tage später sitzt Bruno mit Tica und der Sängerin Baby Lennox im Café Flore. Zwei Musiker von Johnnys neuem Quintett erzählen von seiner Unzuverlässigkeit und den Schwankungen zwischen Genialität und Versagen. Anschließend wandert Bruno mit Johnny durch Saint-Germain-des-Prés. Sie sprechen über Brunos Buch, in dem Johnny sich und seine Visionen nicht wiedererkennt. - Johnny kehrt in die USA zurück und lebt dort zeitweise mit Baby Lennox und Tica zusammen. In Ticas Wohnung bricht er beim Fernsehen im Marihuana-Rausch tot zusammen. |

## Inhalt
Eine Widmung (In memoriam Ch. P.) und zwei Zitate sind der Erzählung vorangestellt:
Sei getreu bis in den Tod (Offenbarung des Johannes 2,10)
O make me a mask (Dylan Thomas)
Zu Beginn der Geschichte wird Bruno von Johnny Carters derzeitiger Geliebten Dédée über den schlechten Gesundheitszustand des Musikers informiert, und er besucht den Kranken in einem billigen Pariser Hotel in der Rue Lagrange. Er erfährt, dass der Saxophonist sein Instrument in der Pariser Metro liegen gelassen hat und dass sein Auftritt zwei Tage später deswegen gefährdet ist. Wegen der Häufigkeit dieser Vorkommnisse, mehrmals hat er sein Saxophon mutwillig zerstört oder irgendwo verloren, kann er nicht mehr damit rechnen, ein Ersatzinstrument zu bekommen, und er hat kein Geld, ein neues zu kaufen. Bruno vermutet, dass Johnny wieder von Marihuana und Alkohol abhängig ist; in den USA war er bereits drei Monate in einer psychiatrischen Klinik. Jetzt ist er wieder nach einer Tournee durch Belgien in einer verzweifelten depressiven Verfassung. Aus der Realität abgestürzt, phantasiert er von seiner Desorientierung in Raum und Zeit und von seiner inneren Welt und einer höheren Existenz. Nur beim Spielen kann er sich diesen Sehnsüchten nähern:
Bruno, könnte ich doch leben wie in diesen Augenblicken, oder wenn ich spiele und die Zeit sich auch ändert... Wenn du bedenkst, was sich in anderthalb Minuten alles abspielen kann... 
Bruno gibt Dédée Geld, um Nahrungsmittel zu kaufen, besorgt ein neues Instrument und Johnny tritt wie verabredet auf. Doch tags darauf, wie Bruno von dem Baritonsax Art Boucaya im „Dupont“ im Quartier Latin erfährt, hat er wieder seine Versprechungen nicht eingehalten und ist um Stunden verspätet ins Aufnahmestudio gekommen, wo die anderen Musiker und die Aufnahmetechniker auf ihn warteten. Er hatte keine Lust zu spielen, ließ sich dann aber doch zum Proben überreden und spielte kurz darauf das Stück „Amorous“ in einer Art, die nach Auffassung der Beteiligten einer der größten Augenblicke des Jazz bleiben wird, um unmittelbar danach, unzufrieden mit sich, die Vernichtung der Aufnahme zu fordern. Er randaliert nachts im Hotel, steckt sein Zimmer in Brand, bis oben hin zu mit Marihuana, und wird wieder einmal, wie schon ein halbdutzendmal zuvor in San Francisco, Baltimore und in New York, in eine psychiatrische Klinik eingeliefert. Dort besucht ihn Bruno. Johnny legt ein zerlesenes und vollgekritzeltes Büchlein von Dylan Thomas nicht aus der Hand. Die anstehenden Konzerte müssen wieder einmal abgesagt werden…
Seine Eroberungen sind wie ein Traum, er vergisst sie, wenn er erwacht, wenn der Applaus ihn zurückholt, ihn, der so weit weg ist und seine Viertelstunde in anderthalb Minuten lebt.
Bruno, der auch Johnnys Biograph ist, versucht ihn zu verstehen, über die veröffentlichte, aber noch unvollständige Biographie hinaus, beobachtet ihn und seinen Niedergang verzweifelt (als Freund) und gleichzeitig fasziniert (als Biograph):
Es wird immer schwieriger, ihn dazu zu bringen, über Jazz, seine Erinnerungen, seine Pläne zu sprechen, ihn in die Wirklichkeit zurückzuholen.
...dass Johnny kein Opfer ist, kein Verfolgter, wie alle Welt glaubt... Jetzt weiß ich, dass es nicht so ist, dass Johnny der Verfolger und nicht der Verfolgte ist, dass all das, was ihm im Leben zustößt, die Missgeschicke eines Jägers sind und nicht die eines gehetzten Tieres. Niemand kann wissen, was das ist, was Johnny verfolgt, aber dass er etwas verfolgt, ist offensichtlich, in Amourous, im Marihuana, in seinen absurden Reden über so viele Dinge, in den Rückfällen, in dem Büchlein von Dylan Thomas,...
Allerdings erkennt sich Johnny in seiner Biographie nur wieder, wie man sich in einem Spiegel wiedererkennt – während er andererseits glaubt, tatsächlich der im Spiegel zu sein.
Mich hast du vergessen, Bruno, mich. Aber es ist nicht deine Schuld, dass du nicht hast schreiben können, was ich auch nicht zu spielen imstande bin [...] Und wenn ich selbst nicht fähig war, so zu spielen, wie ich sollte, wenn ich nicht das habe spielen können, was ich wirklich bin ... du siehst, dass man von dir keine Wunder verlangen kann, Bruno
Johnny erhält die Nachricht, dass seine jüngste Tochter Bee (er hat seine Familie schon lange verlassen) in Amerika an Lungenentzündung gestorben ist.
...zum Beispiel der Unterschied zwischen Bee, die tot ist, und Bee, die lebt. Was ich spiele, ist Bee, die tot ist, verstehst du, während das, was ich eigentlich will ...
Johnny kehrt in die USA zurück, dort nimmt seine Marihuana-Abhängigkeit wieder zu und er stirbt plötzlich vor dem Fernseher. Seine letzten Worte sollen gewesen sein: Oh, mach’ mir eine Maske – das Zitat von Dylan Thomas, das dem Roman vorangestellt ist.
Brunos Buch über Johnny ist so erfolgreich, dass eine zweite Auflage und Übersetzungen in mehrere Sprachen in Vorbereitung sind. In den Reflexionen über Johnnys Einwände vertritt der Journalist wie auch sein Verleger eine den Interessen des Künstlers entgegengesetzte kommerzielle und leserfreundliche Position, die ihren persönlichen Gewinn aus dem radikalen und selbstzerstörerischen Leben des Künstlers zieht und die sich auch in der Gegensätzlichkeit des verheirateten Bürgers Bruno und des Bohémien Johnny spiegelt. Der Verfolger der Idee einer absoluten Lebensqualität wird so wiederum zu einem von hilfreichen Freunden und einer Medienindustrie Verfolgten.
Ein armer Teufel von kaum durchschnittlicher Intelligenz, der so wie viele Musiker, Schachspieler und Dichter die Gabe besitzt, großartige Dinge zu schaffen, ohne sich der Größe seines Werkes im geringsten bewusst zu sein... 

## Form
Erzählt wird die Geschichte zeitlich linear und in personaler Form aus der Perspektive des Biographen Bruno V.

## Vergleich zwischen der fiktiven GestaltJohnny CarterundCharlie Parker
Nur wenig verfremdet und mit der Widmung „In memoriam Ch. P.“ versehen, erzählt Cortázar vom Ende des schwarzen und seit seiner Jugend heroinabhängigen Jazz-Saxophonisten Charlie Parker (1920–1955).
Deshalb, glaube ich, mag Johnny die blues nicht besonders, in denen Masochismus und Sehnsüchte...
Ganz im Gegensatz zu diesem Zitat Brunos über Carter baute der Saxofonist Charlie Parker einen Großteil seines Schaffens auf dem Blues auf. Schon seit der Swing-Ära der 30er Jahre bot der Blues nicht nur eine Plattform für individuelle, expressive Gestaltungsmöglichkeiten, sondern bewährte sich auch als Experimentierfeld zur Umsetzung neuer Ideen, sowohl auf melodisch-harmonischem, wie auch auf rhythmischem Gebiet. Ebenso machten sich die Bebopper, zu denen Parker gehörte, den Blues zu eigen. So sind allein im Omnibook (das Buch, in dem die meisten Parker-Themen und einige Solos zusammengefasst sind) von insgesamt 56 Stücken 18 Blues. Darunter auch die Blues-Ballade Parker Blues, sowie drei sogenannte Parker-Blues (z. B. Blues For Alice), basierend auf einem bestimmten, von Parker erfundenen harmonischen Akkordschema.
Johnny ist kein Genie, er hat nichts entdeckt, er macht Jazz wie Tausende von Schwarzen und Weißen, und wenn er es auch besser macht als sie alle, muß man doch zugeben, daß das ein wenig vom Geschmack des Publikums abhängt, von der Mode, kurz von der Zeit.
Charlie Parker gilt als Erfinder, oder doch zumindest maßgeblicher Wegbereiter des Bebop. Seine Spielweise revolutionierte den Jazz und beeinflusste das gesamte musikalische Geschehen nach ihm bis in die 60er Jahre hinein. Zu den musikalischen Neuerungen des Bebop gehören:
- Ausbau polyrhythmischer Strukturen, sowohl in der Melodiestimme, wie auch in der Begleitung; dazu gehören 3:4 Überlagerungen, sowie das melodisch-improvisatorische Spiel über die Taktstriche hinweg
- stark akzentuiertes Spiel, sowohl des Schlagzeuges, wie auch der Piano-Begleitfiguren und der melodischen lines
- vertikale Spielweise bis in die upper structures des Akkordes
- harmonisch-melodische (Akkord-)Substitutionen
- Chromatik in der Melodie, der bass line und der Piano-Begleitung
- die Einführung kleiner Ensembles, wie Quartette und Quintette, als Ausdruck neuer Beweglichkeit
- das Improvisieren in extrem schnellen Tempi

## Rezeption
„Die Erzählung ist ein leidenschaftliches, mitreißendes, virtuoses Solo für einen Besessenen“ (Roger Willemsen in: Süddeutsche Zeitung, 7. August 2004).

## Adaption
- El perseigudor Argentinischer Film von Osías Wilenski mit Inda Ledesma, Sergio Renán, Zelmar Gueñol, Chico Novarro (1965)
- Julio Cortázar: Der Verfolger - Ein Stück Jazz Hörspiel, veröffentlicht am 9. März 2025, SWR Kultur[2]

## Textausgaben
- Julio Cortázar: Der Verfolger. Erstveröffentlichung in der Anthologie Die geheimen Waffen Editorial Sudamericana, Buenos Aires 1958.
- Der Verfolger Übersetzung: Rudolf Wittkopf, Suhrkamp Verlag, Frankfurt/M. 1978.
- Der Verfolger Süddeutsche Zeitung / Bibliothek, Band 21, München 2004.